# Exotela facialis
Exotela facialis är en stekelart som först beskrevs av Thomson 1895.  Exotela facialis ingår i släktet Exotela och familjen bracksteklar. Arten är reproducerande i Sverige. Inga underarter finns listade i Catalogue of Life.